# Repression
Repression (av lat. repri'mere, "trycka tillbaka"), används i juridiskt språkbruk för att beteckna sådana åtgärder som innefattar ett ingripande mot ett ont som redan inträffat (till exempel mot en uppkommen smittsam sjukdom), och ställs därvid i motsättning till sådana åtgärder som äger rum innan detta onda inträffat, för att förebygga detsamma, exempelvis brottsprevention. 

## Social repression
Samhället eller starka grupperingar i samhället kan genom sitt/sina sociala normer och konventioner göra att vissa grupper fryses ut, förföljs, förlöjligas och/eller marginaliseras. Detta kan även förekomma i kriminalpolitiska sammanhang när samhället begränsar handlingsutrymmet för människans frihet i brottspreventiva syften.

## Rättsvetenskaplig repression
Inom rättsvetenskapen, särskilt straffrätten, används uttrycket särskilt för att beteckna sådana ingripanden av samhället eller enskilda (exempelvis nödvärn), som riktar sig mot någon i anledning av ett av honom begånget brott. I motsats därtill ställs då så kallad preventiva (förebyggande) åtgärder, som äger rum oberoende av om ett brott inträffat. Även de ingripanden, som äger rum i anledning av ett inträffat brott, kan emellertid tillika ha en preventiv karaktär, nämligen för så vitt fråga är om att därigenom för framtiden förebygga ytterligare brott. Detta gäller även om straffmätningen. Jämför Preventionsteori.